# Poecilimon bilgeri
Poecilimon bilgeri är en insektsart som beskrevs av Karabag 1953. Poecilimon bilgeri ingår i släktet Poecilimon och familjen vårtbitare. Inga underarter finns listade i Catalogue of Life.